# Apakura
Apakura est, dans la mythologie maori, l'épouse de Tūhuruhuru, le fils de Tinirau. Elle eut plusieurs enfants, parmi lesquels se trouvent Tūwhakararo, Mairatea, Reimatua, et Whakatau. 
Dans une autre légende, Apakura est dit être la femme de Tūwhakararo, qui était le fils de Rata et père de Whakatau. Whakatau est né d'une manière miraculeuse, de la ceinture ou un tablier, fait par un enfant par une divinité de la mer, et qu'Apakura jeta dans l'océan.